# Robinetinidol
Robinetinidol es un flavanol, un tipo de flavonoides.
Prorobinetinidins, oligómeros de flavanoles que contienen robinetinidol, se pueden encontrar en Stryphnodendron adstringens.